# Hui Liangyu
Hui Liangyu (chiń. upr. 回良玉; chiń. trad. 回良玉; pinyin Huí Liángyù; ur. 1944) – chiński polityk, wicepremier Chińskiej Republiki Ludowej w latach 2003-2013.
Urodził się w Yushu w prowincji Jilin. Ukończył studia ekonomiczne, od 1969 roku jest członkiem KPCh. W latach 1995–1998 gubernator prowincji Anhui (wcześniej przez rok jako p.o.), następnie 1998-1999 przewodniczący tamtejszego Komitetu Prowincjonalnego KPCh. W latach 1999–2002 przewodniczący Komitetu Prowincjonalnego KPCh w prowincji Jilin. 
W latach 1997–2012 członek Komitetu Centralnego KPCh. W latach 2003–2013 jako wicepremier był członkiem Rady Państwa.